# クロタイラギ
クロタイラギ（黒平貝、学名：Atrina vexillum）はハボウキガイ科クロタイラギ属の二枚貝である。主にシンガポール、マレーシア、インドネシア、中国本土、台湾、日本の潮間帯から潮下帯の水深50メートル附近に棲息する。